# The Sensational Alex Harvey Band
The Sensational Alex Harvey Band est un groupe britannique de rock, originaire de Glasgow, en Écosse, principalement actif entre 1972 et 1978, et dans les années 2000.

## Histoire

### Débuts (1972–1978)
Alex Harvey est né à Glasgow en 1935. En 1959, il forme le Alex Harvey Soul Band, qui devient le Alex Harvey and His Soul Band, puis sort quelques singles et albums sans grand succès, émigre quelque temps en Allemagne, se retrouve en 1968 dans la production londonienne de la comédie musicale Hair et édite deux albums sous son nom, {{langue[en|Roman Wall Blues}} en 1969, et Le Pantin brisé en 1972. 
En 1972, il rencontre à Glasgow les quatre musiciens du groupe Tear Gas qui se cherchent un nouveau chanteur. Les cinq hommes décident alors de former un nouveau groupe et deviennent le Sensational Alex Harvey Band. The Sensational Alex Harvey Band est formé à Glasgow, en 1972, de la rencontre du chanteur Alex Harvey avec les membres du Tear Gas. Entre août 1972 et octobre 1977, le groupe sort neuf albums et se forge une solide réputation de groupe de scène, notamment grâce à des prestations théâtrales combinant des éléments blues et glam rock. La formation originale enregistre sept albums. Fin 1976, Alex Harvey quitte le groupe pour enregistrer un album spoken word, Alex Harvey Presents the Loch Ness Monster. Cette parenthèse dure près de huit mois, pendant lesquels le reste du groupe enregistre un huitième album, Fourplay, les parties vocales étant essentiellement assurées par Hugh McKenna en l'absence d'Alex Harvey. Pour cet album, le groupe se rebaptise « SAHB (Without Alex). »
Au retour d'Alex Harvey, c'est au tour de Hugh McKenna de quitter le groupe en août. Il est remplacé par Tommy Eyre. En octobre 1977, Alex Harvey, épuisé, malade et las, quitte le groupe qui se sépare. En novembre 1977, les trois derniers membres originaux (Zal Cleminson, Chris Glen et Ted McKenna) forment Zal, mais cette nouvelle expérience tourne court et le groupe se sépare définitivement en avril 1978. Par la suite, Zal Cleminson rejoint Nazareth, Chris Glen le Michael Schenker Group, Ted McKenna Rory Gallagher puis le Michael Schenker Group.
Alex Harvey remonte sur les planches en mars 1979 (avec notamment Tommy Eyre dans son groupe) mais il meurt d'une crise cardiaque en 1982.

### Retours sporadiques (1992–2008)
En 1992, Zal Cleminson, Chris Glen et Ted McKenna forment The Sensational Party Boys puis, rejoints par Hugh McKenna et le chanteur Stevie Doherty, se renomment en 1993 The Sensational Alex Harvey Band. Le groupe se sépare fin 1993 mais de cette brève réunion sort, en 1994, l'album live Live In Glasgow 1993.
2002 voit une nouvelle reformation du Sensational Alex Harvey Band avec, cette fois, Billy Rankin au chant. Celui-ci est remplacé en 2004 par Max Maxwell et un nouvel album live sort en 2006. En 2008, Julian Hutson-Saxby remplace Zal Cleminson à la guitare.

## Membres

### Membres originaux
- Alex Harvey (1935–1982) – voix
- Zal Cleminson – guitare
- Chris Glen – basse
- Ted McKenna – batterie
- Hugh McKenna – claviers
- Tommy Eyre (1949-2001) – claviers (1977)

### Membres additionnels
- Stevie Doherty – voix (2002–2008)
- Max Maxwell – voix (2002–2008)

### Membres non-crédités (albums)
- Billy Rankin – voix
- Julian Hutson-Saxby – guitare

## Discographie

### Albums studio
- 1973 : Framed
- 1973 : Next...
- 1974 : The Impossible Dream
- 1975 : Tomorrow Belongs to Me
- 1975 : Live
- 1976 : The Penthouse Tapes
- 1977 : SAHB Stories
- 1977 : Fourplay
- 1978 : Rock Drill
- 1979 : The Mafia Stole My Guitar (Alex Harvey and the New Band)
- 1994 : Live In Glasgow 1993
- 2006 : Zalvation : Live in the 21st Century

### Singles
- 1972 : There's No Lights on the Christmas Tree Mother, They're Burning Big Louis Tonight
- 1973 : Jungle Jenny
- 1974 : The Faith Healer
- 1974 : Sergeant Fury
- 1974 : Anthem
- 1975 : Delilah
- 1975 : Gamblin' Bar Room Blues
- 1975 : Runaway
- 1976 : Boston Tea Party
- 1976 : Amos Moses
- 1977 : Pick It Up and Kick It
- 1977 : Mrs. Blackhouse